# Christoph René Holler
Christoph René Holler (* 13. Oktober 1973 in Stuttgart) ist ein deutscher Verbandsfunktionär und ehemaliger Politiker (CDU). Er war von 2003 bis 2008 Abgeordneter des Hessischen Landtags.

## Leben
Holler studierte  Rechtswissenschaft an der Georg-August-Universität Göttingen und ist als Rechtsanwalt zugelassen. Zuvor hat er bei der Mercedes-Benz AG eine Ausbildung zum Industriekaufmann absolviert.
1993 bis 2006 war er Stadtverordneter in Kassel, dort jugendpolitischer Sprecher, stellvertretender Fraktionsvorsitzender (1997–2001) und Fraktionsvorsitzender (2001–2006).
Seit der Landtagswahl in Hessen 2003 war Holler direkt gewählter Landtagsabgeordneter im Wahlkreis Kassel-Stadt II und in der CDU-Landtagsfraktion ab 2005 arbeitsmarktpolitischer Sprecher. Holler kandidierte bei der Landtagswahl in Hessen 2008 nicht erneut, sein ehemaliger Wahlkreis Kassel II ging an den SPD-Kandidaten Wolfgang Decker. Von 2009 bis 2011 war Holler Leiter der Abteilung Tarifrecht und Tarifpolitik des Bundesarbeitgeberverbandes Chemie in Wiesbaden. Januar 2012 wurde er Hauptgeschäftsführer des Bundesverbandes Keramische Industrie e. V. in Selb.

## Sonstige Ämter
Holler war bis 2006 Mitglied des Aufsichtsrates des Klinikums Kassel sowie des Verwaltungsrates der Kasseler Sparkasse. Er ist Mitglied des Arbeitsrechtsausschusses der Bundesvereinigung der Deutschen Arbeitgeberverbände (BDA) seit 2012 und gehört dem sozialpolitischen Ausschuss der Vereinigung der Bayerischen Wirtschaft (vbw) an. Weiterhin gehört er verschiedenen Gremien des Bundesverbandes der Deutschen Industrie (BDI) an. Bei den Sozialwahlen 2017 wurde er in die Vertreterversammlung der Verwaltungsberufsgenossenschaft und die Vertreterversammlung der Deutschen Rentenversicherung Nordbayern gewählt.